# Jimmy Mulisa
Jimmy Mulisa (* 3. April 1984 in Kigali) ist ein ehemaliger ruandischer Fußballspieler.

## Karriere

### Verein
Jimmy Mulisa begann seine Profikarriere 2000 beim indischen Erstligisten ITI Ltd. Bengaluru und wechselte 2002 über HAL Bengaluru zurück bei seinen Heimatverein APR FC. 2005 wechselte er nach Europa zum belgischen Erstligisten RAEC Mons. Nach einer Saison wechselte er zum KRC Mechelen, wo er sich nicht durchsetzen konnte und den Verein nach wiederum einem Jahr verließ. Er wurde zu RFC Tournai transferiert. Dort spielte er nur eine Saison. Danach spielte er für VW Hamme und KSV Roeselare. 2010 begann er beim rumänischen Verein Ceahlăul Piatra Neamț und unterschrieb im Juli 2010 einen Vertrag beim kasachischen Erstligisten Schachtjor Qaraghandy. Es folgten weitere Stationen bei Wostok Öskemen, Osotspa Saraburi FC, AFC Tubize und Berchem Sport. 2014 beendete er dann seine Karriere beim malaysischen Erstligisten Terengganu FC II.

### Nationalmannschaft
Jimmy Mulisa ist momentan 16-facher Nationalspieler. Er half dabei, dass die Ruandische Fußballnationalmannschaft ihren ersten und bisher einzigen Einzug in den Africa Cup schafften und zwar beim Africa-Cup 2004. Er nahm an der Qualifikation für Fußball-Weltmeisterschaft 2006 und an der Qualifikation für Fußball-Weltmeisterschaft 2010 mit der Nationalmannschaft Ruandas teil.

### Trainer
Erste Erfahrungen als Trainer sammelte der ehemalige Nationalstürmer 2015 beim Erstligisten Sunrise FC. Am 3. September 2016 betreute Mulisa interimsmäßig die ruandische A-Nationalmannschaft für die Begegnung in Ghana. Das Qualifikationsspiel zum Afrika-Cup endete 1:1. Anschließend betreute er bis 2018 seinen früheren Verein und Rekordmeister APR FC und feierte dort den nationalen Meistertitel.

## Erfolge

### Als Spieler
- Ruandischer Pokalsieger: 2002
- Ruandischer Meister: 2003

### Als Trainer
- Ruandischer Meister: 2018